# Philippe IV (roi d'Espagne)
Pour les articles homonymes, voir Philippe IV.
Philippe IV (ou Felipe IV en espagnol), né à Valladolid le 8 avril 1605 et mort à Madrid le 17 septembre 1665, dit le Grand ou le « roi-Planète », est roi des Espagnes et des Indes après la mort de son père Philippe III d'Espagne, du 31 mars 1621 à sa mort. Il porta également les titres de roi des Deux-Siciles, roi de Portugal et souverain des Pays-Bas.
Les toutes premières années du règne de Philippe IV virent le renforcement de la prééminence des Habsbourg en Europe, mais les guerres constantes qu'il dut mener conduisirent au déclin de la monarchie espagnole. Cependant, si l'Histoire l'a retenu comme un piètre homme politique, Philippe IV compte parmi les plus grands mécènes et les plus grands collectionneurs de son temps.

## Jeunesse

### Naissance et baptême

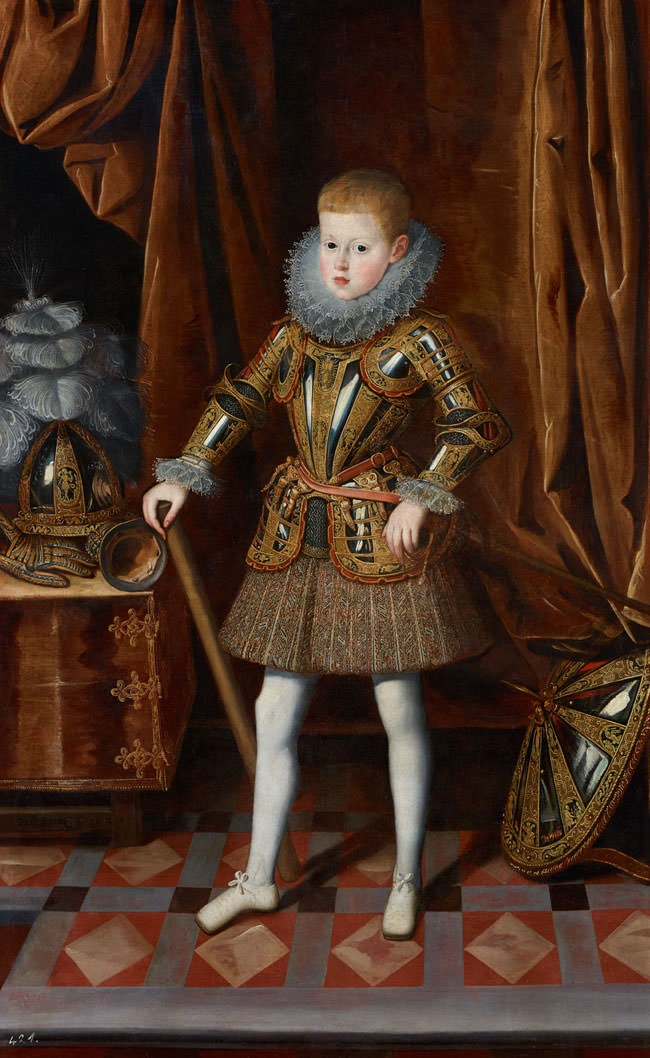
Portrait du jeune Philippe, prince des Asturies, 1612

Felipe Domingo Víctor de la Cruz naît à Valladolid, le 8 avril 1605. Il est le troisième enfant et le premier fils du roi Philippe III et de son épouse, l'archiduchesse Marguerite d'Autriche. Il est baptisé le 20 mai 1605, en l'église conventuelle de San Pablo à Valladolid, avec pour parrain un des favoris (validos) de son père, le duc de Lerma.
Il est orphelin à la suite de la mort en couches de sa mère en 1611.

### Enfance turbulente
Dix ans plus tard, à l'approche de la mort de Philippe III, se multiplièrent les intrigues de palais, les courtisans se disputant les faveurs du futur roi, le prince des Asturies Philippe. La lutte se fit plus féroce entre le duc de Lerma, associé à son gendre, le comte de Lemos, et à son cousin, Fernando de Borja, gentilhomme de la Chambre du Prince, contre ses propres fils, le duc de Uceda et le comte de Saldaña (es). Ces derniers étaient soutenus en particulier par le comte-duc d'Olivares, également gentilhomme de la Chambre du prince. En 1618 intervint la disgrâce du duc de Lerma, au profit du duc d'Uceda.

## Roi d'Espagne

### Accession au trône et débuts
Philippe III s'éteignit le 31 mars 1621, à la suite d'une fièvre contractée en 1619, au retour d'un voyage au Portugal, où il avait fait reconnaître le prince des Asturies comme héritier de la couronne portugaise. Le prince des Asturies devient alors le roi Philippe IV.

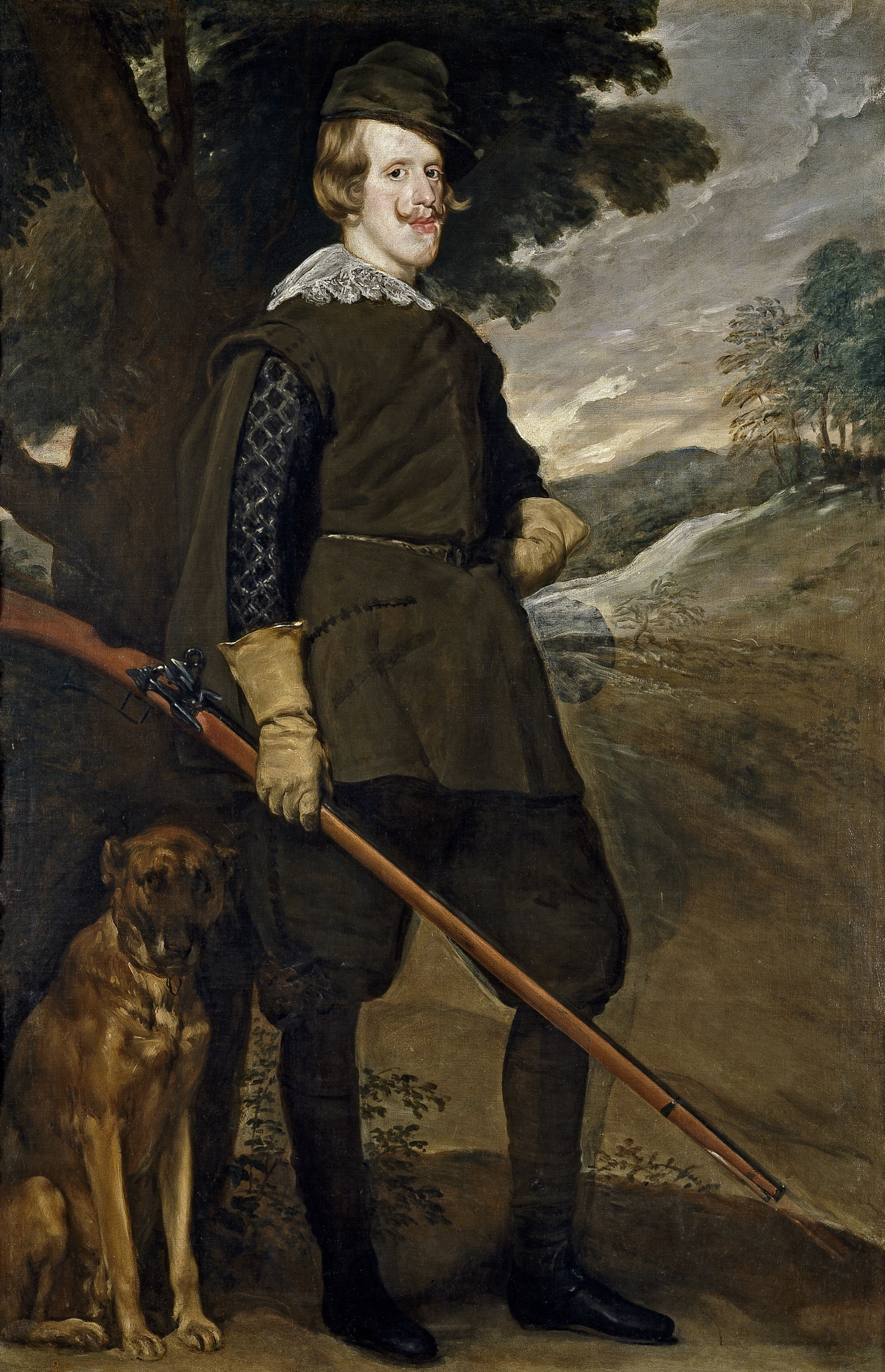
Portrait de Philippe IV en tant que Chasseur, par Velázquez, (c.1633-1636).

Au lendemain de la mort de Philippe III, Olivares entreprit de constituer une faction proche du pouvoir royal en s'appuyant sur son oncle, Baltasar de Zúñiga (es). Ce dernier fut nommé Premier ministre par Philippe IV, en lieu et place du duc d'Uceda : la faction d'Olivares avait gagné. Dès le 10 avril 1621, le roi accorda à Olivares, suivant la formule consacrée (« Conde de Olivares, cubríos »), la dignité de grand d'Espagne. Lorsque Baltasar de Zúñiga mourut en 1622, il en fit son principal valido et ministre.

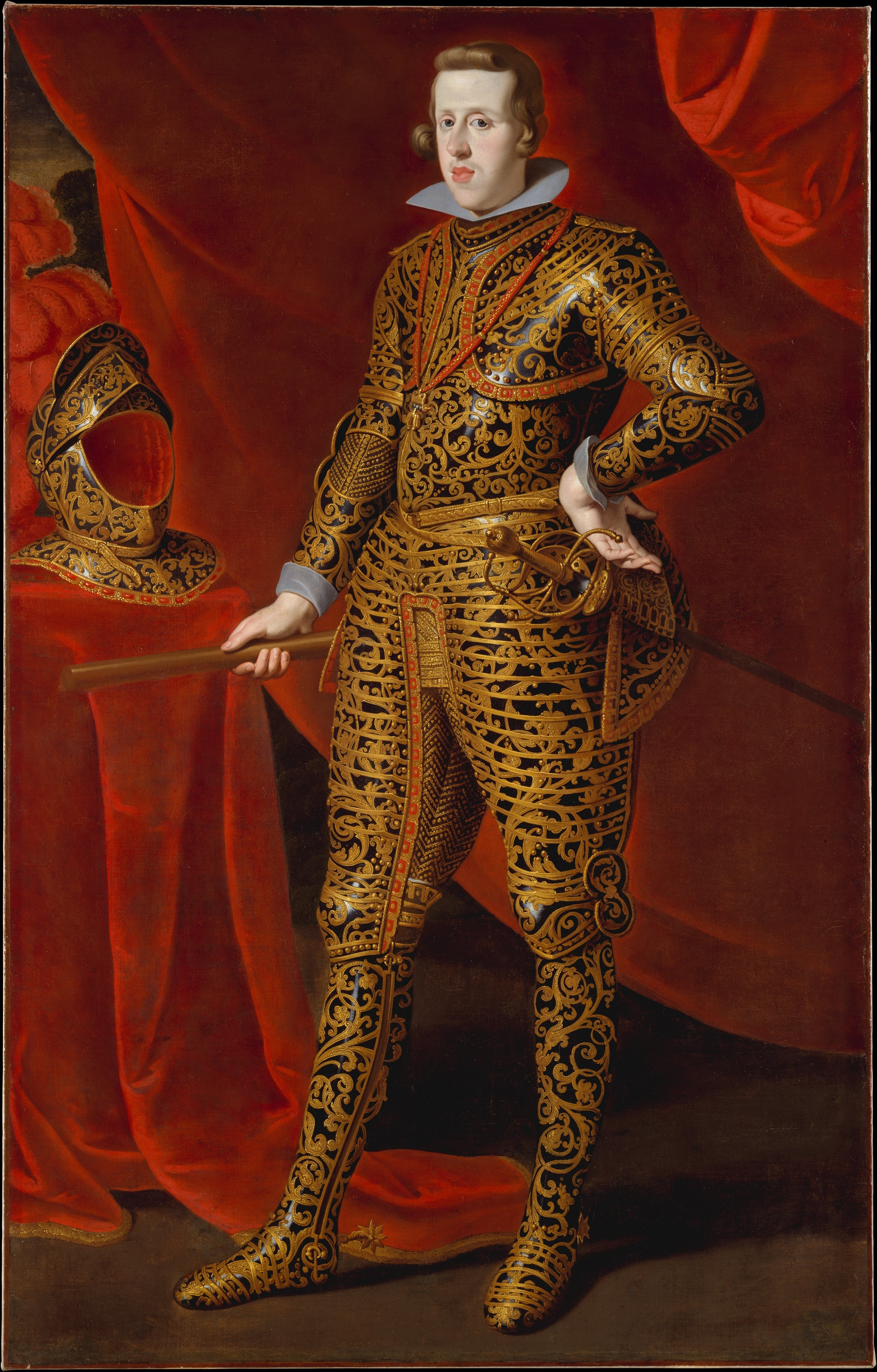
Portrait de Philippe IV d'Espagne, par Gaspard de Crayer (1627-1628).

### Une politique de réformes
Durant son gouvernement, le comte-duc lança plusieurs réformes afin de maintenir la puissance espagnole en Europe et dans le monde. Ces changements eurent quatre buts : la réforme de la vie publique, l'encouragement de l'économie, l'amélioration des finances et la réorganisation de l'armée. Il s'efforça d'unir les monarchies espagnoles en imposant les lois et coutumes castillanes aux autres parties de la péninsule, en particulier dans les domaines de la fiscalité, de l'administration et du droit.
Afin d'œuvrer à l'amélioration de la vie publique, Olivares comptait tout d'abord s'attaquer au problème de la corruption : il ordonna l'arrestation du duc d'Uceda et du duc d'Osuna, fit confisquer les biens du duc de Lerma et fit traîner en justice don Rodrigo Calderón, qui fut condamné à mort et exécuté. Par un décret royal, il fit soumettre les personnes qui occupaient une charge publique à un inventaire de leurs biens. Ce travail fut confié au « Conseil de Réforme » (Junta de Reformación), dont les fonctions furent peu à peu étendues à la surveillance de l'ensemble de la population, avec les projets les plus illusoires, comme l'abolition de la prostitution. Enfin, pour favoriser la reprise de la démographie en Espagne, Olivares interdit l'émigration, favorisant au contraire l'immigration et les familles nombreuses. Il s'occupa également d'éducation et fit construire en 1629 à Madrid le premier Collège royal (Colegio Real de Madrid), ainsi que d'autres institutions dans le reste du royaume, la plupart du temps dirigées par les jésuites.
Dans les domaines financier et économique, Olivares fut confronté à une grave crise économique ainsi qu'à une forte augmentation des dépenses. Il eut recours à la création de nouveaux impôts, tout en cherchant à les répartir de façon plus équitable. Mais ces nouveautés furent largement critiquées et combattues, par les armes au besoin. La noblesse refusa les projets d'impôt sur les rentes ou de taxe sur les produits de luxe. Afin d'améliorer le commerce et d'apporter de l'argent à la monarchie, Olivares essaya de créer une banque nationale, en constituant son capital par une contribution exceptionnelle sur les patrimoines supérieurs à 2000 ducats : la noblesse s'y opposa encore, et le projet échoua. Olivares dut se résoudre à vendre plus de charges publiques, à manipuler les cours des monnaies et des métaux, à emprunter aux banquiers juifs portugais, à exiger de nouvelles contributions des Cortes ou encore à suspendre provisoirement les paiements.

### Crise des années 1640

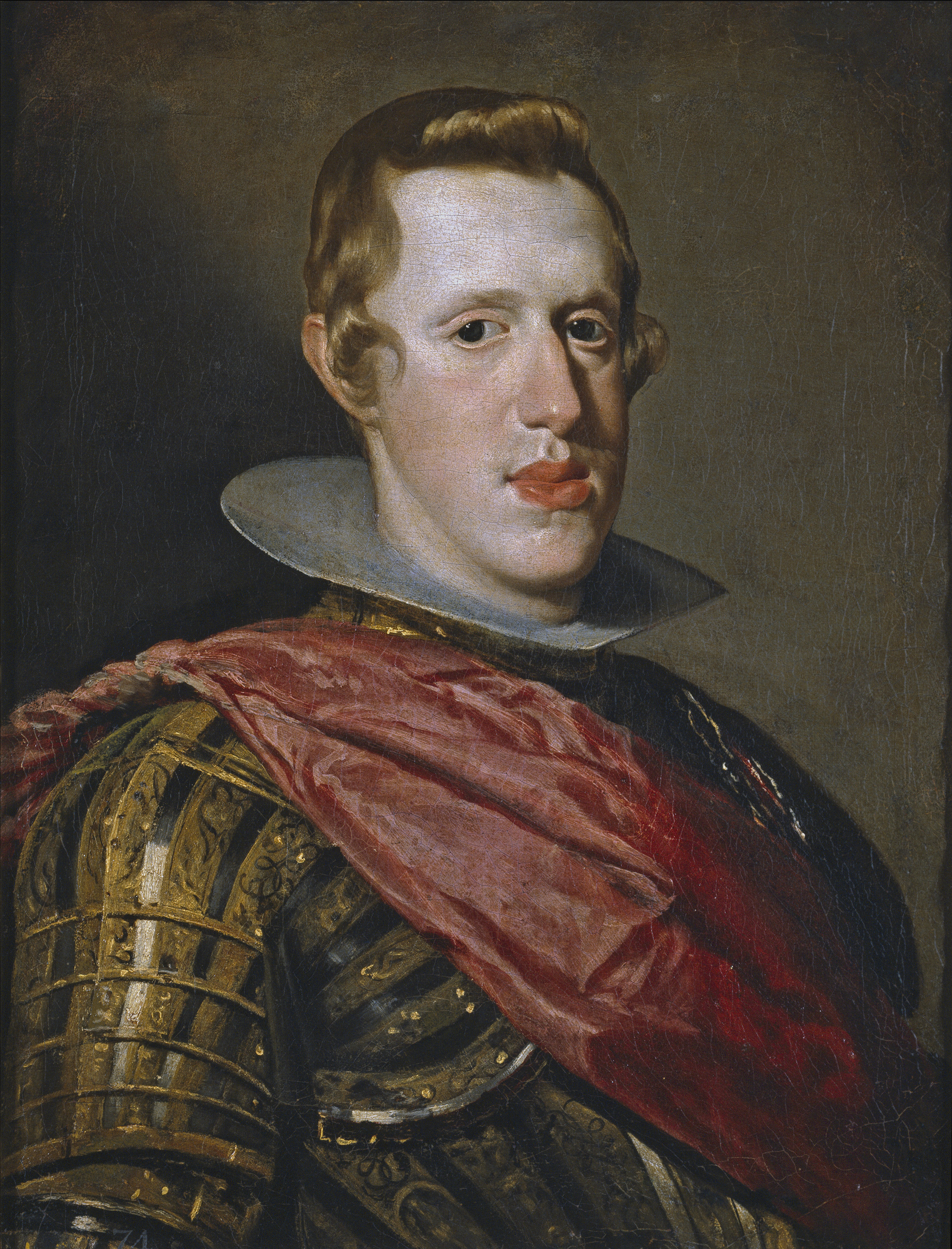
Portrait de Philippe IV en cuirasse, par Diego Velázquez (1623).

Enfin, dans le domaine militaire, Olivares tenta d'imposer l'union des royaumes de la péninsule. C'est dans ce but qu'il mit peu à peu sur pied le projet de l'Union des Armes de 1625, dans lequel chaque territoire devait participer à l'entretien d'une armée commune à hauteur du nombre de ses habitants. Mais la Castille, qui participait seule aux dépenses croissantes de la monarchie, commença à montrer des signes d'agitation à partir de la fin des années 1630. Olivares décida donc de mettre à contribution les autres royaumes de la péninsule.
En Catalogne, le conflit avait commencé dès 1626, avec le refus de la Catalogne de collaborer à l'Union des Armes. La guerre contre la France accrut encore les tensions entre la généralité de Catalogne et le gouvernement central : les troupes espagnoles et italiennes, combattant contre les Français dans le Roussillon, causèrent des désordres et des destructions importantes. Le 7 juin 1640, jour de la fête du Corpus Christi, entrèrent dans Barcelone entre 400 et 500 travailleurs agricoles (appelés « faucheurs » ou segadors en catalan), qui provoquèrent des émeutes. Les tensions entre la monarchie espagnole et la Généralité s'intensifièrent, jusqu'à la rupture au mois de septembre : la Généralité de Catalogne proclama la République catalane, puis, en janvier 1641, proclama le roi de France Louis XIII comte de Barcelone et souverain de Catalogne. Le 26 janvier, à la bataille de Montjuïc, une armée franco-catalane défendit Barcelone avec succès contre l'armée de Philippe IV, dirigée par le marquis de los Vélez. Les troupes espagnoles étaient chassées de Catalogne pour dix ans.
En Aragon, face à l'augmentation des impôts, la noblesse locale réagit en proclamant un nouveau roi en la personne du duc de Hijar (en). Mais les troupes espagnoles étouffèrent la révolte et le duc de Hijar fut consigné sur ses terres, sans pouvoir en sortir, même pour participer aux Cortes d'Aragon.
Au Portugal, la noblesse se rebiffa contre les projets d'Olivares, voyant menacées la séparation politique et administrative de l'État portugais (garantie en 1580), l'autonomie financière des territoires portugais et enfin les colonies portugaises d'Asie et d'Amérique, attaquées par les Provinces-Unies depuis la reprise de la guerre. En décembre 1640, une conspiration nobiliaire proclama le duc de Bragance roi de Portugal sous le nom de Jean IV, qui l'accepta le 1er décembre : c'était le début d'une guerre longue de 28 ans, appelée « guerre d'Acclamation » ou « de Restauration de l'Indépendance ». Ayant obtenu l'appui de l'Angleterre et de la France et conclu la paix avec les Provinces-Unies, il repoussa l'armée espagnole.
L'Andalousie, enfin, fut également agitée de troubles indépendantistes. En 1641, le marquis de Ayamonte et le duc de Medina Sidonia (es) organisèrent une conspiration, s'appuyant sur le mécontentement général de la noblesse et de la population andalouses. Le but était de créer un nouvel État, dirigé par le duc. Cette révolte, quoique soutenue par le Portugal, fut promptement écrasée.

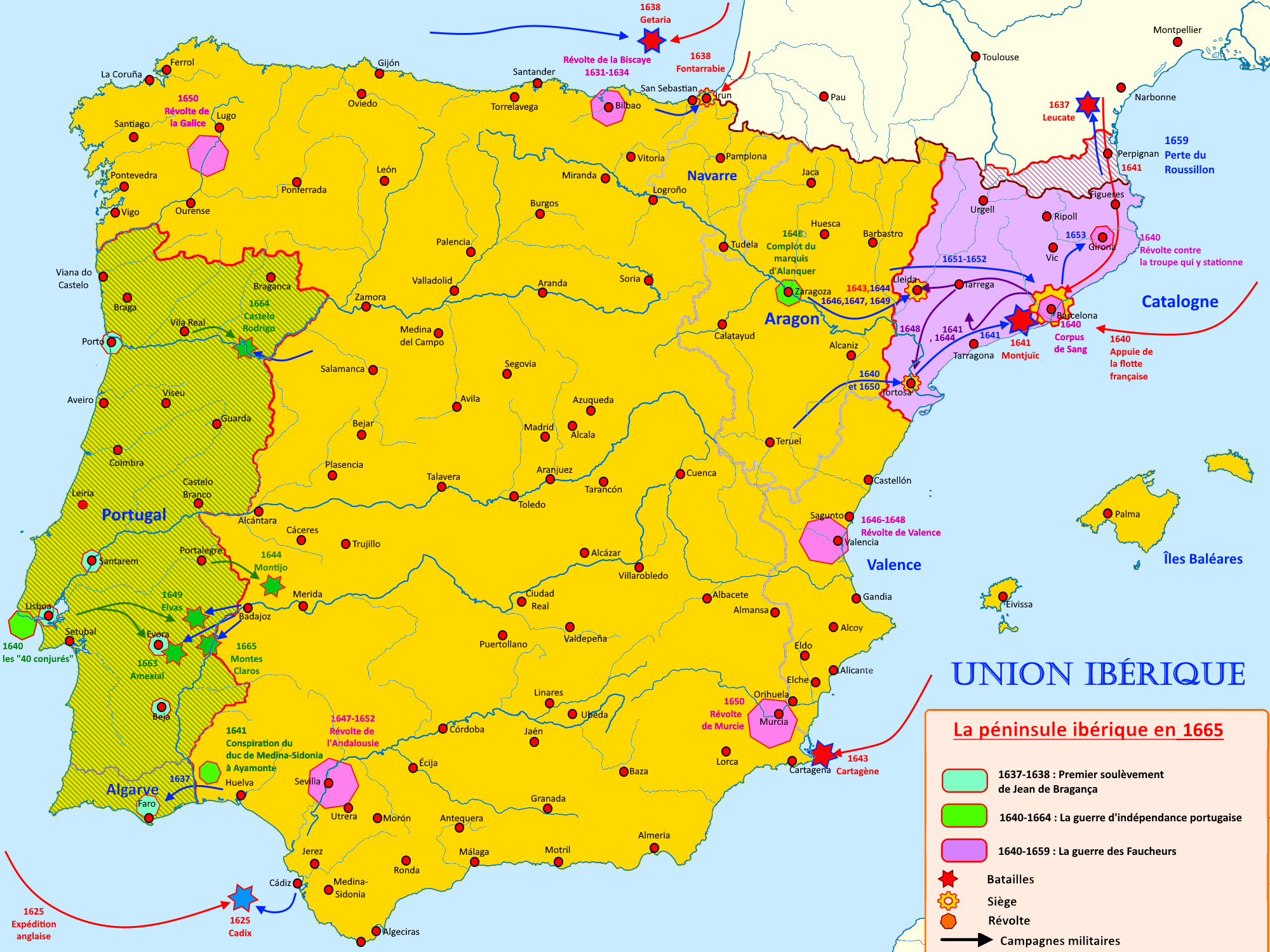
Le royaume ibérique sous Philippe IV

### La chute d'Olivares
Philippe IV, à son retour du front de Catalogne où il avait encore connu la défaite devant Lérida en 1642, ordonna le 23 janvier 1643, à Madrid, le bannissement d'Olivares. Les projets d'union furent en grande partie abandonnés, l'Espagne continuant à être dirigée comme un ensemble de royaumes distincts. L'autonomie de chaque territoire fut ainsi réaffirmée et renforcée, s'appuyant sur le retour aux coutumes et lois de chaque territoire ou néoforalisme.

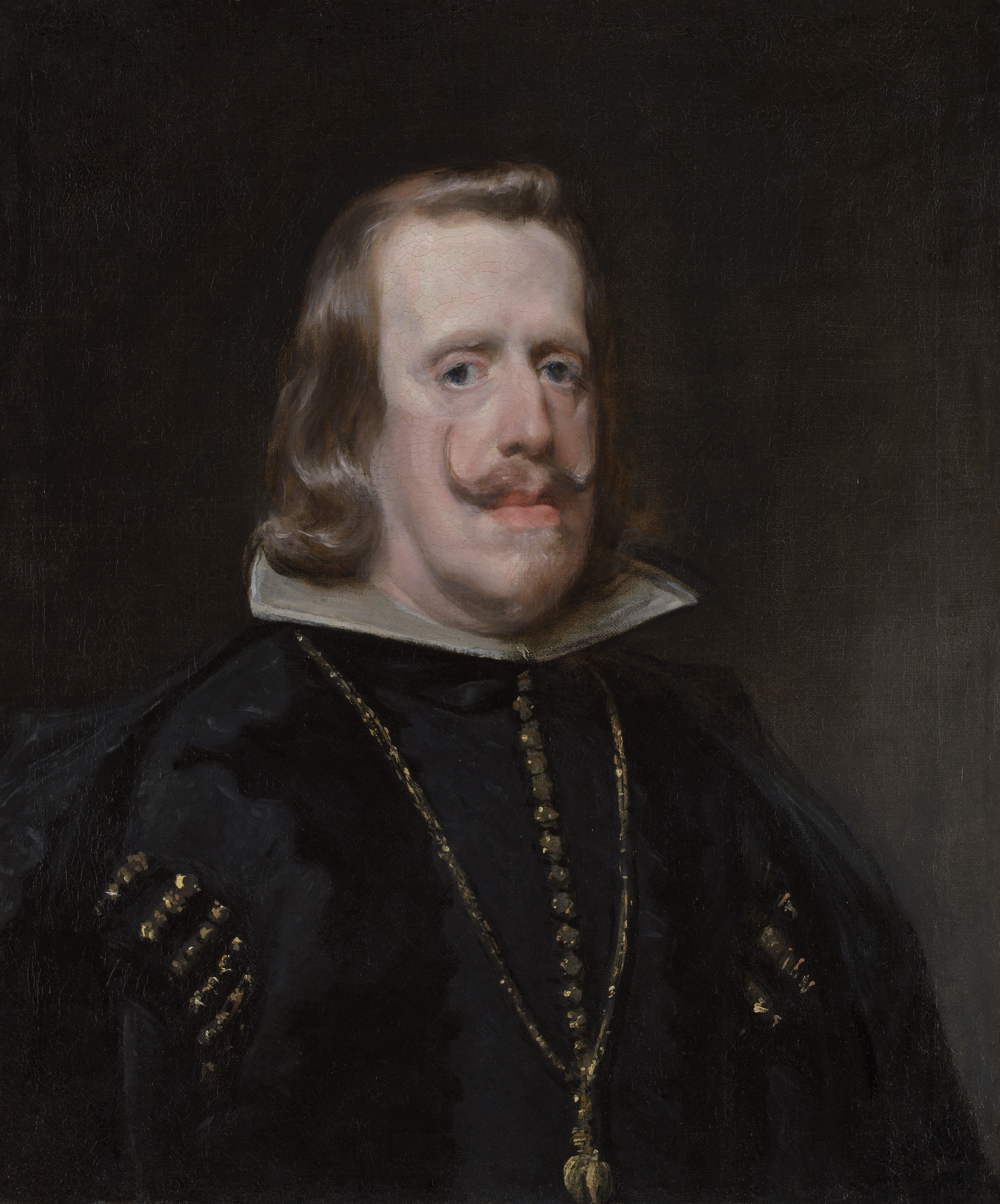
Philippe IV, par Velázquez (1657).

Après la chute de son ministre, Philippe IV décida de gouverner seul, avant de reprendre en 1643 pour valido le neveu d'Olivares, Luis de Haro, qui eut une influence plus limitée cependant. Le roi bénéficia également des conseils d'une mystique espagnole, María de Ágreda, avec laquelle il eut une longue correspondance.

### Succession de soulèvements
En mai 1643 eut lieu la bataille de Rocroi qui vit la fin de la période de suprématie des tercios sur les champs de bataille européens.
Les positions de Philippe IV ayant connu leur creux en 1643, le roi se lança à la reconquête de la Catalogne. En 1644, il récupéra Monzón et Lérida, où il jura obéissance aux lois catalanes. En 1648, le traité de Westphalie permit de fermer plusieurs fronts ; seule la France restait en guerre contre l'Espagne. Connaissant le mécontentement croissant de la population catalane contre l'occupation française, Philippe IV décida d'attaquer et en 1651 une armée dirigée par Juan José d'Autriche commença un siège de Barcelone. L'armée française se rendit en 1652 au roi lui-même, mais garda le Roussillon, possession conservée par la France au traité des Pyrénées de 1659. Philippe IV fut reconnu comme souverain et Juan José comme vice-roi en Catalogne. Le roi de son côté signa l'obéissance aux lois catalanes, et put porter son attention sur le Portugal.
Les Portugais, très unis autour de Jean IV, fournirent un énorme effort, payant les lourds impôts de guerre — refusés en bien moindre quantité à Olivares auparavant. Le Portugal mit ainsi en place en peu de temps un formidable dispositif militaire reposant sur un ensemble de forteresses construites sur le modèle de Vauban, un système coordonné d'armées capables de surveiller les frontières ou de résister à une invasion, ainsi que des milices régulières confiées aux fidalgos de province. Ainsi, dès 1644, les forces portugaises lancèrent des incursions : Matías de Albuquerque conquit la ville de Montijo en Estrémadure, puis, le 26 mai 1644, remporta la bataille de Montijo ; de son côté le comte de Cantanhede prit l'importante place-forte castillane de Valencia de Alcántara. Philippe IV chercha à réagir, mais l'armée espagnole fut successivement battue aux batailles d'Elvas, le 14 janvier 1659, Ameixial, le 8 juin 1663, Castelo Rodrigo, le 7 juillet 1664, et Montes Claros, le 17 juin 1665 : le Portugal conserva l'indépendance. Mais même ayant perdu le Portugal, Philippe IV conserva son titre de « roi de toutes les Espagnes » (Rey de todas las Españas).
Le royaume de Naples fut également agité, par des émeutes frumentaires en 1647, tout comme la Sicile ou en Andalousie, mais celles-ci furent peu à peu réduites et écrasées par les troupes locales.

### Engagement culturel
Philippe IV compte sans aucun doute parmi les plus grands mécènes et les plus grands collectionneurs de son temps. Il fut, très jeune, sensible aux arts et à leur protection. Il fit venir à la Cour le jeune Velázquez dès 1623, le soutint tout au long de sa carrière et l'anoblit, comme il protégea la plupart des peintres espagnols de son époque. Il commanda des œuvres importantes à de nombreux artistes également étrangers, comme le Flamand Rubens, le Français Nicolas Poussin, le Lorrain Claude Gellée ou encore l'Italien Massimo Stanzione.
Philippe IV fut également un grand collectionneur, certainement le plus grand du XVIIe siècle. Il acheta de nombreux tableaux anciens, notamment à la vente des biens du feu roi Charles Ier d'Angleterre, son beau-frère, ou à la succession de Rubens. Il accumula les tableaux de Raphaël, Mantegna, Dürer, le Titien, le Tintoret, Giovanni Lanfranco, Aniello Falcone, Poussin, réunissant au total plus de 800 toiles : la collection actuelle du musée du Prado lui doit beaucoup. À ce titre, on peut réellement parler de « siècle d'or » de la culture espagnole pour le règne de Philippe IV.

Les Ménines, par Velázquez (1656).

Le roi fut aussi un protecteur des écrivains et protégea Lope de Vega, Pedro Calderón de la Barca et d'autres écrivains. On lui attribue d'ailleurs la composition de plusieurs pièces de théâtre.
Dans le domaine architectural, il entama la construction du palais du Buen Retiro, à Madrid.
Philippe IV et les principaux souverains européens contemporains

### Lutte avec lesProvinces-Unies(1621-1648)

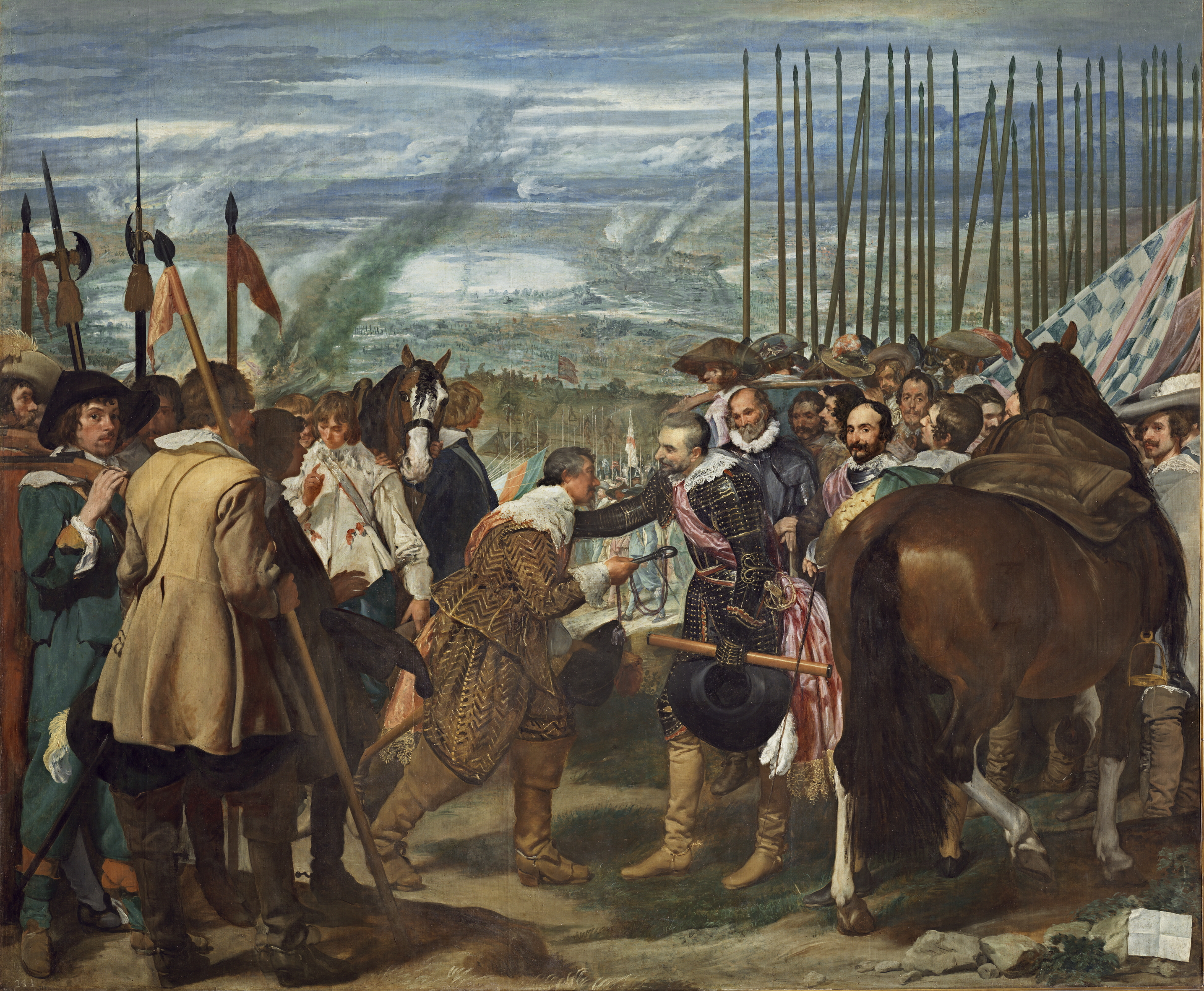
La Reddition de Breda, de Diego Velázquez.

La trêve de Douze ans s'étant achevée en 1621, les hostilités entre l'Espagne et les Provinces-Unies reprirent. En effet, tout au long de la trêve, les pourparlers en vue d'une paix définitive s'étaient poursuivis, mais les points de divergence avaient persisté. Les Espagnols entreprirent une ultime campagne militaire pour faire tomber les provinces du nord : tout d'abord fut organisé un blocus contre les intérêts néerlandais dans les ports d'Europe contrôlés par les Espagnols. Les opérations militaires reprirent également : l'assaut espagnol sur la forteresse de Bergen-op-Zoom fut repoussé en 1622, mais le stathouder Maurice de Nassau trouva la mort au cours du siège de Bréda, mené par Ambrogio Spinola en 1624-1625.
Pourtant, après cette victoire, le vent tourna définitivement en faveur de la république néerlandaise : Frédéric-Henri, demi-frère du stathouder Maurice, s'empara de la forteresse stratégique de Bois-le-Duc en 1629, puis en 1632 tombèrent les places de Venlo, Ruremonde et Maastricht au cours de la « Marche de la Meuse ». Le cardinal-infant don Fernando, frère du roi, après avoir vaincu en Allemagne, à la bataille de Nördlingen, les protestants du Saint-Empire et les Suédois, fut chargé des Pays-Bas et envahit en 1635 le territoire néerlandais, dans l'espoir d'en finir avec la guerre, mais son initiative fut paralysée par l'entrée en guerre de la France en 1635.
La réponse des Provinces-Unies se fit également sur mer, les puissances européennes s'efforçant de développer leur commerce outre-mer, et gagna bientôt les colonies elles-mêmes : les combats firent rage dans les Indes orientales, à Macao, Ceylan, Formose ou aux Philippines comme aux Indes occidentales, en particulier au Brésil et dans les Antilles. Le plus important de ces conflits fut la guerre batavo-portugaise : les Néerlandais s'emparèrent de Recife, au Brésil. En 1628 également, le corsaire Piet Hein s'empara du trésor de la flotte des Indes : dans la baie de Matanzas (es), sur la côte cubaine, il met la main sur un butin valant plus de 11 millions de florins, qui servit à financer l'armée néerlandaise pendant 8 mois (voir « Bataille de la baie de Matanzas »). Surtout, la flotte espagnole fut complètement défaite à la bataille des Downs, en 1639, par le contre-amiral Maarten Tromp — cette bataille navale marqua la fin de la suprématie espagnole sur les mers.
Le 30 janvier 1648, le conflit prit fin avec la signature entre l'Espagne et les Provinces-Unies du traité de Münster, qui n'était que l'un des multiples accords aboutissant à la paix de Westphalie qui conclut la guerre de Trente Ans. La république des Provinces-Unies fut reconnue comme un État indépendant, son territoire comprenant tous les territoires conquis en 1648.

### Conflits avec l'Angleterre(1625-1628 et 1654-1660)
Du côté de l'Angleterre, l'accession au trône de Charles Ier provoqua la reprise des hostilités avec l'Espagne. Cependant, la flotte anglaise échoua à la bataille de Cadix en 1625, où elle ne réussit pas à s'emparer de la ville. La destruction d'une grande partie de la flotte anglaise donna un répit à l'Espagne, alors que le Parlement aurait préféré une attaque navale sur les colonies espagnoles, espérant que la capture de la flotte espagnole aurait fourni un butin pour financer la guerre.
Dans les colonies des Indes occidentales, les tensions commerciales et économiques augmentèrent, jusqu'à l'éclatement de la guerre anglo-espagnole, en 1654 – 1660, contre le Commonwealth de Cromwell. Les Espagnols furent défaits lors de la bataille navale de Cadix en 1656, puis de la bataille de Santa Cruz de Ténérife en 1657, et surtout de la prise de la Jamaïque en 1655 par l'amiral William Penn et le général Venables. Des opérations eurent également lieu sur terre, avec la participation des Anglais à la bataille des Dunes, grande victoire française de 1658. La guerre fut officiellement close en septembre 1660, après la restauration de Charles II au pouvoir en mai de la même année. L'Espagne ne reconnut définitivement la perte de la Jamaïque qu'en 1670.

### Guerre avec laFrance(1635-1659)
C'est sous la conduite du cardinal Richelieu, ministre de Louis XIII, que reprit la politique anti-espagnole de la France. Il soutint tout d'abord, en leur donnant des armes et des moyens financiers, les protestants du Saint-Empire en guerre contre les Habsbourg, lors de la « guerre fourrée ». Puis, en 1635, la France déclara la guerre à l'Espagne. Les Français furent tout d'abord défaits en 1636 à la bataille de Corbie, menant l'armée espagnole du cardinal-infant aux portes de Paris, qui dut cependant se retirer par manque de ressources. Dans le sud, l'armée espagnole est arrêtée à Leucate en 1637.
Les Français réagirent en envahissant le nord de l'Italie, dans la Valteline, coupant les routes de communication espagnoles entre l'Espagne et les Pays-Bas. En 1639, Louis XIII porta ses efforts sur la Catalogne qu'il envahit après avoir assiégé à trois reprises (1640, 1641 et 1642) et finalement pris la forteresse de Salses : il reçut de la Généralité en 1640 le titre de comte de Barcelone, de Roussillon et de Cerdagne. Mais l'échec des tercios espagnols fut complet à la bataille de Rocroi en 1643 où, si la cavalerie put s'enfuir, l'infanterie fut massacrée ou capturée. À nouveau défait, en particulier à la bataille des Dunes en 1658, Philippe IV fut poussé à la paix.
Le traité des Pyrénées, en 1659, mit fin à 24 ans de guerre contre la France. Il fut négocié par le cardinal Mazarin et don Luis de Haro et signé le 7 novembre 1659 sur l'île des Faisans, au milieu de la Bidassoa. Par ce traité, l'Espagne perdait, aux Pays-Bas méridionaux, le comté d'Artois, ainsi que plusieurs places de Flandre, du Hainaut et du Luxembourg, ainsi que le Roussillon. Enfin, le traité prévoyait le mariage de Louis XIV avec l'infante d'Espagne Marie-Thérèse d'Autriche, fille aînée du roi d'Espagne et nièce de la reine-mère Anne d'Autriche. Le traité consacrait l'affaiblissement de la couronne d'Espagne et la prépondérance de la France en Europe.

### Mort et postérité

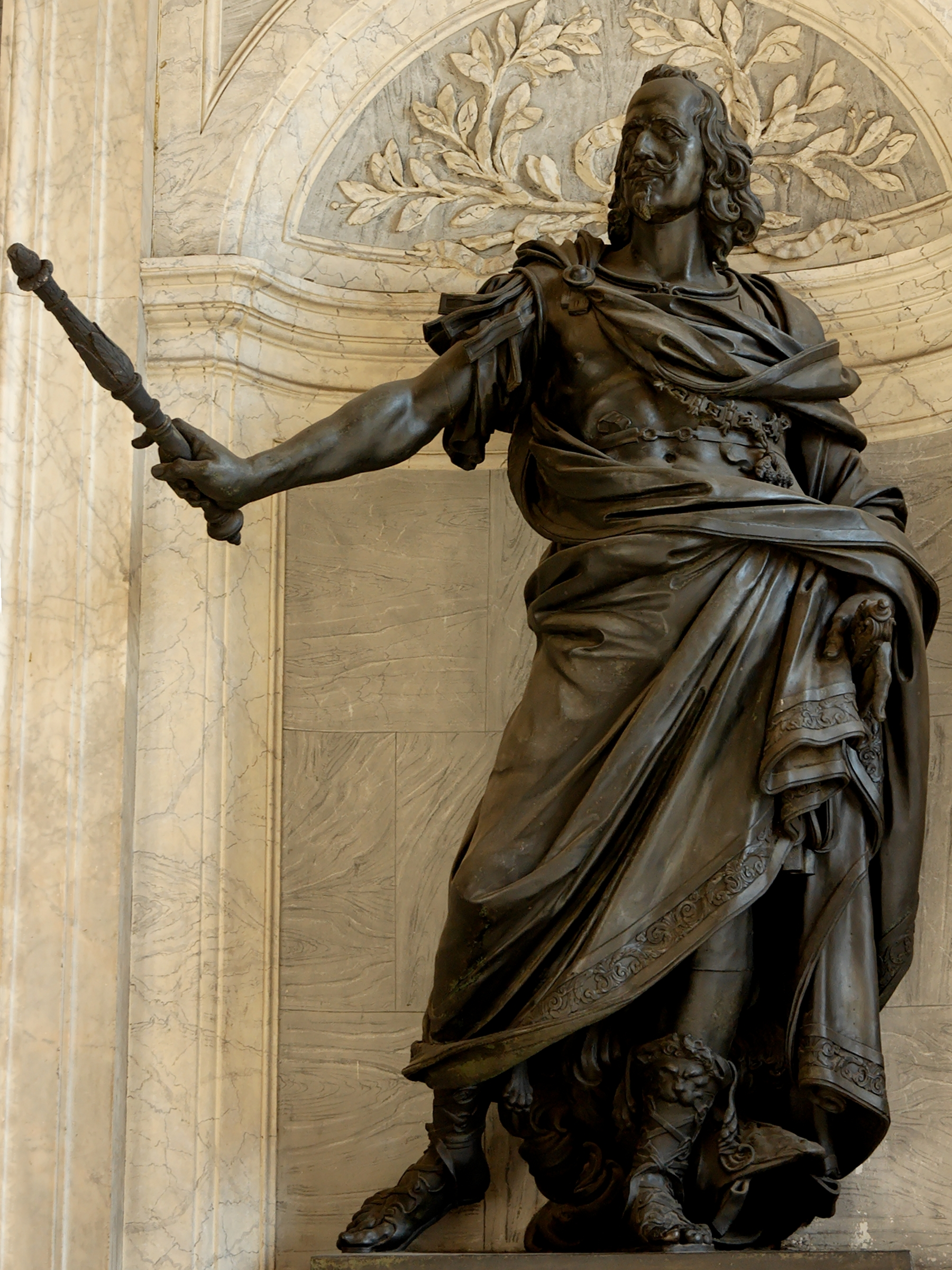
Statue de Philippe IV, sur un modèle du Bernin. Portique de la basilique Sainte-Marie-Majeure à Rome.

Au début du mois de septembre 1665, le roi commence à éprouver des malaises, ses selles étant sanguinolentes — peut-être souffrait-il de la dysenterie. Après de grandes souffrances dues à la maladie, le roi Philippe IV s'éteint le 17 septembre 1665, à l'âge de 60 ans, après plus de 44 ans de règne. Il est enterré dans la crypte royale de l'église de l'Escorial. En son honneur est élevé par Carlo Rainaldi la même année un catafalque dans la basilique Sainte-Marie-Majeure de Rome.

Le voyageur français Antoine de Brunel laisse dans son Voyage d'Espagne un portrait bien caricatural du souverain espagnol : 

« Ses actions et ses occupations sont toujours les mêmes […]. Ainsi, les semaines, les mois et les années et toutes les parties du jour n'apportent aucun changement au régime de sa vie, ni ne lui font voir quoi que ce soit de nouveau […]. Il est si grave, qu'il va et se conduit avec l'air d'une statue animée. »

Bien loin de cette image officielle de souverain hiératique, Philippe IV fut un roi dynamique, passionné par la chasse, les taureaux et les femmes — il eut de nombreux enfants illégitimes. Il avait d'ailleurs une grande énergie, physique et mentale. Il eut également une grande réflexion politique, traduisant même des textes politiques de Francesco Guicciardini[réf. nécessaire].

## Ancêtres
L'ascendance de Philippe IV illustre la consanguinité de la branche espagnole de la maison de Habsbourg. Elle est une des causes de sa déchéance, s'achevant par la débilité de son fils — issu de son mariage avec sa nièce — Charles II. Sa fille Marguerite-Thérèse, qui meurt à 21 ans, épouse son oncle l'empereur Léopold Ier, à qui elle donne une fille, laquelle épouse l'électeur de Bavière et s'éteint à l'âge de 23 ans. Leur troisième fils, après deux morts au berceau, « le plus fort en droit, le plus faible en puissance » (Saint-Simon), est désigné par Charles II comme son héritier mais meurt dès l'année suivante, âgé de 6 ans.

## Mariages et descendance
Philippe IV épousa en 1615 Élisabeth de France (1602 – 1644), aînée des filles du roi Henri IV et de son épouse Marie de Médicis. Ils eurent huit enfants :
- Marie-Marguerite ou María Margarita (14 août 1621) ;
- Marguerite Marie Catherine ou Margarita María Catalina (25 novembre 1623 – 22 décembre 1623) ;
- Marie-Eugénie ou María Eugenia (21 novembre 1625 – 1627) ;
- Isabelle Marie Thérèse ou Isabel María Teresa (1627) ;
- Balthazar-Charles, prince des Asturies (1629–1646) ;
- Marie-Anne Antonia ou Mariana Antonia (17 janvier 1635 – 6 décembre 1636) ;
- Marie-Thérèse ou María Teresa (1638–1683), épouse de Louis XIV, roi de France et de Navarre ;
- un fils mort-né (6 octobre 1644). Élisabeth mourut ce jour-là en couches, en mettant au monde son dernier enfant.

Il épouse en secondes noces en 1649 sa nièce l'archiduchesse Marie-Anne d'Autriche (1634 – 1696), fille de l'empereur Ferdinand III et de sa cousine germaine l'infante Marie-Anne d'Espagne (sœur cadette de Philippe IV). Ils ont cinq enfants :
- Marguerite-Thérèse ou Margarita Teresa (1651–1673), épouse son oncle Léopold Ier, souverain du Saint-Empire, en 1666 ;
- Marie Ambrosie de la Conception ou María Ambrosia de la Concepción (7 décembre 1655 – 20 décembre 1655) ;
- Philippe-Prosper ou Felipe Próspero, prince des Asturies (1657–1661) ;
- Ferdinand Thomas Charles ou Fernando Tomas Carlos (23 décembre 1658 – 12 octobre 1659) ;
- Charles ou Carlos, prince des Asturies, qui lui succéda sur le trône d'Espagne (1661–1700).

De ses amours illégitimes avec Maria de Chirel, fille du baron de Chirel, il a un fils :
- Francisco Fernando (1626).

Avec l'actrice de théâtre María Calderón, il a un enfant naturel :
- Juan José d’Autriche (1629 – 1679), reconnu par le roi malgré une paternité douteuse.

Il a enfin d'autres bâtards, dont :
- Alfonso de Santo Tomás, évêque de Malaga ;
- Fernando Valdés, gouverneur de Novara ;
- Alonso Antonio de San Martín, évêque d'Oviedo ;
- frère Juan del Sacramento, prêcheur.
- une fille, suivante de sa demi-sœur la reine de France Marie-Thérèse.

## Dans la littérature, au théâtre, en sculpture et au cinéma
La vie de Philippe IV a inspiré plusieurs œuvres artistiques : 

### En littérature
- Le Roi ébahi. Chronique. Scherzo en roi majeur allegro ma non troppo (Crónica del rey pasmado), livre écrit en 1989 par Gonzalo Torrente Ballester — portrait ironique des dernières années du règne de Philippe IV ;
- Les Aventures du capitaine Alatriste, livres écrits entre 1996 et 2006 par Arturo Pérez-Reverte — les aventures du célèbre soldat des tercios Alatriste ont pour arrière-plan le règne de Philippe IV ;
- Les Indes fourbes (2019), bande dessinée scénarisée par Alain Ayroles et dessinée par Juanjo Guarnido, se présente comme la suite du roman El Buscón de Francisco de Quevedo y Villegas, dont l'histoire implique et se déroule sous le règne de Philippe IV.

### Au cinéma
- La Danseuse espagnole, film de 1923 avec Wallace Beery dans le rôle du roi ;
- Le Roi ébahi, film réalisé par Imanol Uribe en 1991 — il fut nommé pour quatorze Goyas et en remporta huit. Manuel Ariza Canales souligne « l'énorme ressemblance » entre Philippe IV et l'acteur espagnol Gabino Diego qui en joue le rôle[5] ;
- Capitaine Alatriste, film réalisé en 2006 par Agustín Díaz Yanes — cette adaptation a remporté trois Goyas en 2007.

### Au théâtre
- 1961 : L’Alcade de Zalamea, pièce de théâtre de Pedro Calderón de la Barca, mise en scène Jean Vilar et Georges Riquier, Festival d'Avignon TNP.

### En sculpture
- Monument à Philippe IV, situé au centre de la place de l'Orient à Madrid surmonté de la sculpture du souverain sur un cheval cabré due au sculpteur italien Pietro Tacca.